# Pannexina
Le pannexine (dal greco παν, pan, "tutto" e dal latino nexus, "connessione") costituiscono una famiglia di proteine dei vertebrati, con funzioni omologhe a quelle delle innexine degli invertebrati. Mentre le innexine sono la causa della formazione delle gap junctions negli invertebrati, le pannexine appaiono principalmente sotto forma di ampi canali di connessione tra gli spazi intracellulari ed extracellulari, che permettono il passaggio di ioni e di piccole molecole, come l'ATP e la sulforodamina B, tra i due compartimenti.
Nei Cordati sono state descritte tre pannexine: la Panx1, la Panx2 e la Panx3.

## Funzione
È stato dimostrato come la Pannexina 1 sia implicata nelle fasi iniziali dell'immunità innata mediante l'interazione con i recettori purinergici P2X7. L'attivazione del canale pannexina attraverso il legame dell'ATP al recettore P2X7 modula il rilascio di interleuchina-1β.
Il ruolo ipotetico delle pannexine nel sistema nervoso include la partecipazione nei processi sensoriali, la sincronizzazione tra ippocampo e Corteccia cerebrale, plasticità ippocampale, e propagazione delle
onde di calcio. Le onde di calcio sono supportate dalle cellule gliali, che aiutano a mantenere e a modulare il metabolismo neuronale. Secondo una delle ipotesi, le pannexine potrebbero partecipare anche in reazioni patologiche, compreso il danno neurale dopo ischemia e la conseguente necrosi.
I canali Pannexina 1 rappresentano le vie per il rilascio di ATP dalle cellule.

## Affinità con le connexine
Nei vertebrati le gap junctions intercellulari sono formate da proteine della famiglia delle connexine. Strutturalmente, pannexine e connexine sono assai simili, consistendo di 4 domini transmembrana, 2 anse extracellulari ed 1 intracellulare, con code N-intracellulari e C-terminali. Nonostante tale topologia simile, le famiglie di proteine non condividono sufficiente similarità tra le sequenze per inferire con sicurezza un'origine ancestrale comune.

## Significato clinico
Le Pannexine potrebbero essere implicate nei processi di carcinogenesi. In particolare, livelli di espressione PANX2 predicono la sopravvivenza dopo la diagnosi nei pazienti con tumori gliali.
Il probenecid, noto medicinale per il trattamento della gotta, consente di distinguere i canali delle connexine da quelli
delle pannexine. Infatti, esso inibisce soltanto i canali delle pannexine, senza interessare i canali formati dalle connexine.

### Ulteriori letture
- Andrew L Harris and Darren Locke, Connexins, A Guide, New York, Springer, 2009,  p. 574, ISBN 978-1-934115-46-6.